# Војнотехнички гласник
Војнотехнички гласник је научни часопис Министарства одбране Републике Србије и Војске Србије.

## О часопису
Војнотехнички гласник јесте мултидисциплинарни научни часопис Министарства одбране и Војске Србије, који објављује научне и стручне чланке, као и техничке информације о савременим системима наоружања и савременим војним технологијама. Часопис прати јединствену интервидовску техничку подршку Војске на принципу логистичке системске подршке, области основних, примењених и развојних истраживања, као и производњу и употребу средстава наоружања и војне опреме, те остала теоријска и практична достигнућа која доприносе усавршавању свих припадника српске, регионалне и међународне академске заједнице, а посебно припадника војски и министарстава одбране.
Војнотехнички гласник омогућава отворени приступ (open access) и примењује Creative Commons (CC BY) одредбе о ауторским правима. Ово је часопис отвореног типа што значи да је сав садржај бесплатно доступан корисницима и њиховим установама. Корисници могу да читају, преузимају, копирају, дистрибуирају, штампају, претражују или да улазе у целокупне текстове чланака, као и да их користе у било које друге законски дозвољене сврхе без тражења претходног одобрења од издавача или аутора, што је у складу с дефиницијом отвореног приступа по BOAI.

### Историјат

#### Почеци
Први штампани број Војнотехничког гласника објављен је 1. 1. 1953. године, на основу наредбе о формирању и излажењу, пов. бр. 9 начелника Генералштаба ЈНА, од 27. 8. 1952. године, као и наредбе о формирању уређивачког одбора, пов. бр. 11. начелника Генералштаба ЈНА, од 16. 12. 1952. године.
Војнотехничком гласнику претходило је пет часописа родова и служби – Артиљериски гласник, Тенковски гласник, Војно-инжињериски гласник, Гласник инжињерије и хемијских јединица ЈА, Гласник везе и Позадина и снабдевање Југословенске армије.
Ови часописи излазили су од 1947. године до краја 1952. године, када је донесена наредба о издавању Војнотехничког гласника.
Војнотехнички гласник ослања се на традицију публикација војнотехничког карактера које су излазиле у Краљевини Србији, Краљевини СХС, односно Краљевини Југославији и пре 1945. године, а које представљају темеље српске војнотехнолошке мисли: Артилериско-инжињерски гласник (1905-1906), Артиљериски гласник (1926–1932), Пешадиско-артилериски гласник (1933–1941), Инжињеријски гласник (1929–1940), Ваздухопловни гласник (1927–1941), Морнарички гласник (1933–1940). Ови часописи су својим стручним профилом и квалитетом несумњиво утрли пут и данашњем Војнотехничком гласнику.
За разлику од часописа родова и служби, Војнотехнички гласник почео је да излази, као месечни часопис, на око 1000 страница годишње.
Његове рубрике биле су: техника, техничка служба, инжињеријска техника, техника веза, саобраћај, настава, организација и служба позадине, интендантура, санитет, ветерина... Посебну целину у часопису чиниле су научне и техничке новости и занимљивости, као и прилози из иностраних армија.

#### Првих 20 година
Уредништво Војнотехничког гласника је од 1953. до 1956. године приређивало посебан прилог под називом Војно-економски преглед, у којем су објављивани чланци из области интендантске и финансијске службе. Након тога, Војноекономски преглед излази као самосталан часопис од 1957. до 1979. године, да би променио назив у Позадина, часопис који је излазио од 1980. до 1992. године.

#### Седамдесете и осамдесете године
У периоду 1958-1973. Војнотехнички гласник се прилагођавао променама у армији, видовима, родовима и службама. Тако настају нове рубрике које су обухватале различите области, као што су: геодезија, мототехника, муниција, ремонт, погонски материјали, ракетна техника, номенклатура, заштитна средства, заштита од корозије, противпожарна средства, техничка унапређења, наоружање, минско-експлозивна средства и др. Често се појављују и прилози уз часопис који обухватају разне специјалности.
Поводом 25. годишњице оснивања, Указом председника СФРЈ бр. 157, од 12. 12. 1977. године, за изванредне резултате постигнуте у остваривању задатака од посебног значаја за народну одбрану, Војнотехнички гласник одликован је Орденом за војне заслуге са великом звездом.
У наредном периоду дошло је до даљег унапређења положаја и квалитета часописа. Захваљујући уређивачкој политици, програмска концепција и оријентација стално су усавршаване, тако да је Војнотехнички гласник израстао у научни и стручни часопис који је изузетно цењен не само у војној средини, већ и код наставних и научних институција у земљи.

#### Јубилеји
Године 1992. обележено је 40 година од изласка првог броја. До тада је штампано 360 бројева на 35.650 страница, објављено је 4.280 научних и стручних ауторских радова, читаоцима је презентирано 2.450 приказа из иностраних часописа из области науке и технике и 3.300 приказа техничких новости и занимљивости.
Војнотехнички гласник је почетком деведесетих година реализовао своју трансформацију у оквиру трансформације Југословенске народне армије у Војску Југославије. У том периоду ојачана је његова интервидовска структура новим прилозима и сарадницима из морнаричко-техничке и ваздухопловно-техничке службе.
На основу мишљења Министарства за науку, технологију и развој Републике Србије, број 413-00-1201/2001-01 од 12. 9. 2001. године, часопис Војнотехнички гласник представља публикацију од посебног интереса за науку.

#### Педесета годишњица излажења
Педесета годишњица излажења обележена је 2002. године. До тада је објављено 415 бројева на 42.400 страница, на којима је презентирано 4.800 научних и стручних радова. Поред тога, објављено је 2.840 приказа из иностраних часописа и 3.780 техничких новости и занимљивости. Поводом овог јубилеја, председник Савезне Републике Југославије донео је Указ о одликовању (број 1/2-01-0004/2002-38, од 4. 11. 2002. године), којим је Војнотехнички гласник одликован Орденом Војске Југославије трећег степена, за допринос на стручном и научном осавремењивању Војске Југославије.
Прво електронско издање Војнотехничког гласника на Интернету објављено је 1. 1. 2011. године.

#### 60 година
Поводом 60 година од оснивања, непрекидног и редовног излажења, наредбом министра одбране, број 12-15, од 08. августа 2012. године, Министарство одбране Републике Србије доделило је Војнотехничком гласнику Војну спомен-медаљу за изузетан допринос систему одбране Републике Србије.
Војнотехнички гласник остварио је сарадњу са цивилним и техничким факултетима и институцијама Републике Србије и из иностранства. Допринос њихових чланова, како учешћем у раду уређивачког одбора, тако и квалитетним рецензијама чланака, од суштинског је значаја.

### Периодичност излажења
Часопис излази тромесечно.

## Уредници
- Драган Трифковић и Небојша Гаћеша[4]

Претходни уредници Војнотехничког гласника:
- пуковник Добривоје Аврамовић (број 1/1953 и од броја 7/1960 до 9/1960),
- пуковник Војислав М. Илић (од броја 2/1953 до 6/1960),
- пуковник Здравко Вербић (од броја 10/1960 до 5/1966),
- пуковник Славко Чолић (од броја 6/1966 до 7/1968),
- пуковник Радисав Брајовић (од броја 8/1968 до 6/1973),
- пуковник Станимир Ћирић (од броја 1/1974 до 3/1974),
- потпуковник Никола Зорић (од броја 4/1974 до 3/1978),
- пуковник Мирослав Ћојбашић (од броја 4/1978 до 6/1989 и од броја 3-4/1994 до 2/2000),
- пуковник Томислав Штулић (од броја 1/1990 до 6/1991),
- пуковник мр Живојин Грујић (од броја 1/1992 до 6/1993),
- потпуковник Владимир Ристић (од броја 1/1994 до 2/1994),
- пуковник Стеван Јосифовић (од броја 3/2000 до 1/2007),
- др Драган Памучар (од броја 3/2021 до броја 3/2024),
- потпуковник мр Небојша Гаћеша (од броја 2/2007),
- пуковник др Драган Трифковић (од броја 4/2024).

## Теме
- војне технологије и примењене науке
- математика
- механика
- рачунарске науке
- материјали
- хемијске технологије
- електроника
- телекомуникације
- информационе технологије
- машинство[5]

## Електронски облик часописа
Војнотехнички гласник омогућава отворени приступ (Open Access) и примењује Creative Commons (CC BY) одредбе о ауторским правима.

## Индексирање у базама података
- SCOPUS[7]
- Српски цитатни индекс[8]
- Руски индекс научног цитирања РИНЦ (Российский индекс научного цитирования РИНЦ)[9]
- Систем за онлајн уређивање и публиковање часописа ASISTENT[10]
- Репозиторијум Народне библиотеке Србије[11]
- DOAJ (Directory of Open Access Journals), Директориј часописа отвореног приступа[12]
- ROAD (Directory of Open Access scholarly Resources), Директориј научних ресурса са отвореним приступом[13]
- Удружење издавача научних публикација отвореног приступа - OASPA (Open Access Scholarly Publishers Association)[14]
- EBSCO[15]
- Издавач Лан – Електронски библиотекарски систем[16]
- CyberLeninka[17]
- Elektronische Zeitschriftenbibliothek EZB (Electronic Journals Library)[18]